# 陳鎬 (清朝)
陈镐，清朝政治人物。

## 生平
1902年接替林丙修任华亭县知县一职，1904年由孙友萼接任。